# 9225 Дайкі
9225 Дайкі (9225 Daiki) — астероїд головного поясу, відкритий 10 січня 1996 року.
Тіссеранів параметр щодо Юпітера — 3,298.